# Liste des maires de Dole (Jura)
Cet article dresse une liste par ordre de mandat des maires de Dole.

## Liste des maires

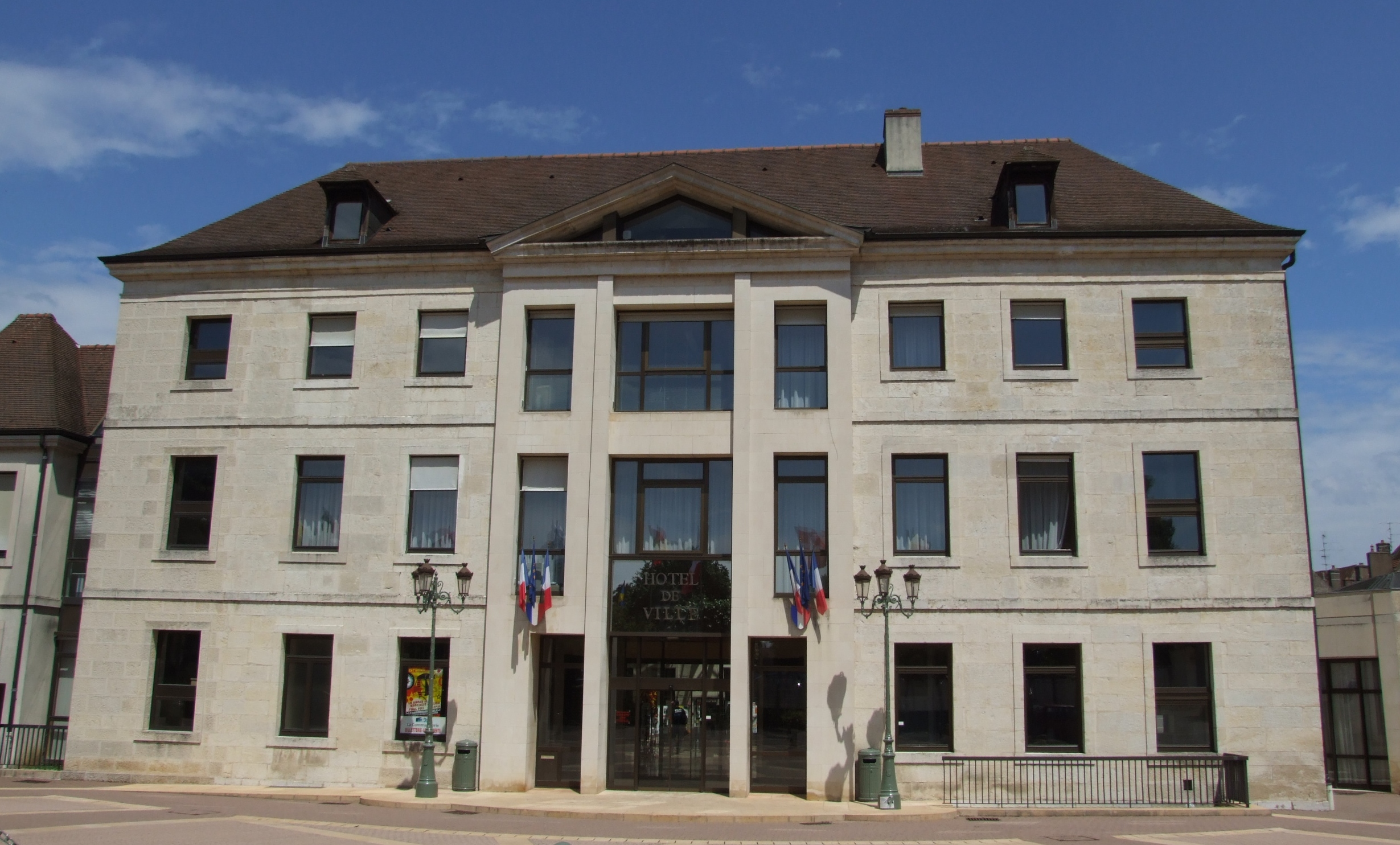
L'hôtel de ville de Dole.

| Période                                  | Période | Identité                | Étiquette | Qualité |
| ---------------------------------------- | ------- | ----------------------- | --------- | ------- |
| Les données manquantes sont à compléter. |         |                         |           |         |
| fin Xe siècle ou début XIe siècle        |         | Wido (Guy)              | SE        |         |
| 1666                                     | 1667    | Hugues Garnier          | SE        |         |
| 1667                                     | 1668    | Jean Froissard-Broissia | SE        |         |
| 1668                                     | 1669    | Adrien Bacquet          | SE        |         |
| 1669                                     | 1670    | Claude Bonvalot         | SE        |         |
| 1671                                     | 1672    | Antoine Malabrun        | SE        |         |
| 1672                                     | 1673    | Etienne Bonnot          | SE        |         |

| Période                                  | Période         | Identité                                                     | Étiquette           | Qualité |
| ---------------------------------------- | --------------- | ------------------------------------------------------------ | ------------------- | --- |
| Les données manquantes sont à compléter. |                 |                                                              |                     | |
| 1790                                     | 1790            | Claude Antoine Henri Nelaton                                 | Royaliste           | |
| 1790                                     | 1790            | Antoine-Marie-René de Terrier de Monciel                     | Royaliste           | Président du Directoire du département du Jura |
| 1790                                     | 1791            | Anatole Amoudru                                              | Royaliste           | Avocat et architecte |
| 1792                                     | 1794            | Jean-Baptiste Agnus de Rouffanges                            | Montagnard          | Juriste |
| 1794                                     | 1795            | Odille                                                       |                     | |
| 1795                                     | 1796            | Ryard                                                        |                     | |
| 1796                                     | 1796            | Claude Adrien Machard                                        | Thermidorien        | Médecin |
| 1796                                     | 1797            | Christophe Badois                                            | Thermidorien        | Greffier au bailliage de Dole |
| 1797                                     | 1801            | Laurent Plusquin                                             | Bonapartiste        | Juge au tribunal de Dole |
| 1801                                     | 1810            | Claude Pierre Bouvier                                        | Bonapartiste        | Professeur de droit |
| 1810                                     | 1813            | François Samuel Rigollier de Parcey                          | Bonapartiste        | Président honoraire de la chambre des comptes de Dole |
| 1814                                     | 1815            | Claude Eugène Frédéric Garnier de Falletans                  | Bonapartiste        | Capitaine de cavalerie |
| 1816                                     | 1834            | Léonard Dusillet                                             | Bonapartiste        | Littérateur, journaliste |
| 1834                                     | 1837            | Claude Pierre Bouvier                                        | Résistance          | Professeur de droit Procureur général Député |
| 1837                                     | 1848            | Simon Rigollier de Parcey                                    | Résistance          | Conseiller général de Chaumergy Député |
| 1848                                     | 1850            | Antoine Chariot                                              | Bonapartiste        | |
| 1850                                     | 1858            | Charles-Frédéric Daniel de Boisdenemetz                      | Bonapartiste        | |
| 1858                                     | 1860            | Gardet                                                       |                     | |
| 1860                                     | 1867            | Pierre Poux                                                  | Républicain         | |
| 1867                                     | 1870            | Pinnaire                                                     |                     | |
| 1870                                     | 1870            | Vincent                                                      |                     | |
| 1870                                     | 1870            | Emmanuel Félix Jean-Baptiste Robert Herménégilde Hussonmorel | SE                  | |
| 1870                                     | 1871            | Pierre-Louis Corne                                           | SE                  | |
| 1871                                     | 1871            | Joseph Alexis Damey                                          | SE                  | |
| 1871                                     | 1875            | Alzéar Santonax                                              | Orléaniste          | |
| 1876                                     | 1885            | Armand Poiffaut                                              | Modéré              | Conseiller général |
| 1885                                     | 1890            | Lucien-Hippolyte Vertray                                     | Radical             | Ingénieur |
| 1890                                     | 1896            | Philippe Ruffier                                             | Modéré              | Architecte |
| 1896                                     | 1904            | Émile Renaud                                                 | PRRRS               | Négociant |
| 1904                                     | 1907            | Alexandre Bluzet                                             | PRRRS               | Imprimeur |
| 1907                                     | 1935            | Marius Pieyre                                                | PRRRS               | Professeur d'allemand Député Sénateur |
| 1935                                     | 1942            | Jean Pointaire                                               | PRRRS               | Vétérinaire |
| 1942                                     | 1944            | Paul Amoudru                                                 | SE                  | Avocat |
| 1944                                     | 1947            | François Mugnier-Pollet                                      | DVG                 | Professeur |
| 1947                                     | 1968            | Charles Laurent-Thouverey                                    | PRRRS               | Agent d'assurances Sénateur |
| 1968                                     | 1976            | Jacques Duhamel                                              | PDM                 | Maître aux requêtes au Conseil d'État Député Ministre |
| 1976                                     | 1977            | Armand Truchot                                               | UDR                 | Médecin |
| 1977                                     | 1983            | Jean-Pierre Santa Cruz                                       | PS                  | Médecin Député |
| 1983                                     | 2008            | Gilbert Barbier                                              | UDF puis UMP        | Chirurgien Député Sénateur |
| 2008                                     | 28 mars 2014    | Jean-Claude Wambst                                           | PS                  | Inspecteur du Trésor public Professeur |
| 28 mars 2014                             | 17 juillet 2017 | Jean-Marie Sermier                                           | UMP puis LR         | Maire de Cramans Conseiller général de Villers-Farlay Député                                                                                                  |
| 17 juillet 2017,                         | En cours        | Jean-Baptiste Gagnoux,                                       | LR puis DVD puis LR | Professeur d'histoire-géographie Président de la mission locale de Dole Revermont 1er adjoint au maire (2014-2017) Conseiller départemental de Dole-1 (2015-) |